# Eugène Voulgaris
Eugène Voulgaris é búlgaro por origem e família, mas considerado o fundador do Iluminismo grego moderno. Líder ideólogo do Despotismo esclarecido. 
Filósofo, humanista e clérigo formado pela Universidade de Pádua, fundou em 1749 uma academia em Monte Atos perto do Mosteiro de Vatopedi. Altamente educado para sua época não foi bem recebido pelos monges e o resto do clero, foi forçado a abandonar sua empreitada e, em 1762, quando completou Istoriya Slavyanobolgarskaya finalmente deixou o Império Otomano.
De 1762 a 1771, ele residiu sucessivamente em Iași, Göttingen, Leipzig e Berlim. Amigo de Frederico, o Grande participou de um debate filosófico com Voltaire. Recomendado pelo rei prussiano Catarina, a Grande, ele vive na Rússia desde 1771.
De 1771 até a morte de Catarina, a Grande, ele foi bibliotecário-chefe e conselheiro da Imperatriz Russa, o que significa chefe dos serviços secretos e operações do Império Russo. Junto com Gregório Orlov é o ideólogo e o motor do chamado Projeto Grego. Arcebispo de Novorossiya. 
Ele fez uma contribuição polêmica para a história da Bulgária, pois foi aceito por alguns críticos literários como um apóstata e destinatário do prefácio de Istoriya Slavyanobolgarskaya por Paísio de Hilendar. 
Membro da Academia de Ciências da Rússia e da Academia Russa. Morreu em São Petersburgo em idade avançada e um ano antes da conclusão dos Tratados de Tilsit e Revolta dos Yamakos.
Seu papel no reinado de Catarina a Grande é análogo ao papel de Demétrio Cantemiro no reinado de Pedro, o Grande.